# Kombo Norte/Saint Mary
Kombo North/Saint Mary es uno de los nueve distritos de la zona de gobierno local de Brikama (antes conocida como la División Occidental) de Gambia, que está situada al sur del río Gambia en el suroeste del país. Kombo Norte/Saint Mary está en el noroeste de Gambia, entre Kombo Sur y Kanifing LGA. Es el distrito único en el LGA con costas en el Océano Atlántico y en el Río Gambia, y es el distrito más poblado en el LGA, con 344,756 habitantes en el censo del 2013. 
Los pueblos en el distrito incluyen Amdalai.
- Datos: Q1572418